# Реактив Фелинга
Реакти́в Фе́линга или ме́дно-тартре́тный реакти́в, известный также как фе́лингова жи́дкость — химический реактив ярко синего цвета, служащий для качественного и количественного определения большинства альдегидов, восстанавливающих углеводов (содержащих альдегидную группу – альдозы или кетозы, способные образовывать ее в условиях щелочного катализа), отдельных кетонов, арилгидразинов. Реактив Фелинга также используют  в качественном анализе, чтобы отличить восстанавливающие углеводы от  невосстанавливающих (последние не содержат в структуре карбонильной группы).
При реакции с  соединениями, содержащими активную карбонильную группу,  раствор реактива Фелинга восстанавливается, и в осадок выпадает смесь гидроксида меди(I) желтого цвета и продукта ее дегидратации – закиси меди, имеющей красно-коричневый цвет, для количественного протекания такой дегидратации требуется нагревание .
Реактив включает два компонента: щелочной раствор тартрата натрия-калия и раствор сульфата меди в специально подобранных концентрациях; как правило, реактив готовится непосредственно перед анализом путём смешения равных объемов двух указанных растворов.
Впервые предложен в 1850 году Германом Фелингом.

## Приготовление
Для приготовления реактива по одному из рецептов Германа Фелинга 150 г среднего тартрата калия растворяют в литровой колбе в 600–700 см³ раствора едкого натра плотностью 1,12 г/см³, к которому далее прибавляют раствор медного купороса (34,636 г соли в 160 см³ воды), причём, в первый момент выделяется осадок гидроксида меди(II), который растворяется при взбалтывании за счет образования катионом меди(II) хелатного комплекса с двумя молекулами тартрата. Полученный прозрачный раствор разбавляется водой до 1 литра . Приготовленный таким способом реагент при хранении с течением времени изменяется, выделяя закись меди; изменение особенно легко происходит на свету, поэтому реактив рекомендуется хранить в непрозрачных сосудах либо готовить его непосредственно перед применением путем смешивания заранее приготовленных растворов тартрата и купороса.

## Схема реакции с карбонильными соединениями
Реакция реактива Фелинга с соединениями, содержащими карбонильную группу, может быть записана в упрощенном виде:
{\displaystyle {\ce {RCHO + 2 Cu^2+ + 5 OH- -> RCOO- + Cu2O + 3 H2O}}}
либо же, включая тартрат-ионы:
{\displaystyle {\ce {RCHO + 2 Cu(C4H4O6)2^2- + 5 OH- -> RCOO- + Cu2O + 4 C4H4O6^2- + 3 H2O}}}
В процессе реакции с анализируемым карбонильным соединением тартрат меди(II) превращается в закись меди, выпадающую в виде крано-коричневого осадка, что является качественным признаком при анализе, субстрат при этом окисляется по карбонильной группе в соль соответствующей карбоновой кислоты .